# Liste der geschützten Landschaftsbestandteile im Landkreis Mansfeld-Südharz
Die Liste der geschützten Landschaftsbestandteile im Landkreis Mansfeld-Südharz nennt die geschützten Landschaftsbestandteile im Landkreis Mansfeld-Südharz in Sachsen-Anhalt.

## Liste
| Bild                                                              | Nr.        | Bezeichnung                                      | Gemarkung            | Position                         | Beschreibung | Verordnung |
| ----------------------------------------------------------------- | ---------- | ------------------------------------------------ | -------------------- | -------------------------------- | --- | ---------- |
|                                                                   | GLB0005ML_ | Gemeine Rosskastanie (Schloßplatz 3)             | Lutherstadt Eisleben | 51° 31′ 48,9″ N, 11° 33′ 1,2″ O  | gepflanzt 1885. |            |
|                                                                   | GLB0006ML_ | Blutbuche (Klosterstraße 10)                     | Lutherstadt Eisleben | 51° 31′ 49,4″ N, 11° 33′ 5,6″ O  | gepflanzt 1938. |            |
|                                                                   | GLB0007ML_ | Kornelkirsche (Klosterstraße 10)                 | Lutherstadt Eisleben | 51° 32′ 14,7″ N, 11° 33′ 5,3″ O  | [ 1 ] |            |
|                                                                   | GLB0008ML_ | Schnurbaum (Gerbstedter Straße 8)                | Lutherstadt Eisleben | 51° 32′ 14,7″ N, 11° 32′ 56,8″ O | gepflanzt 1908. |            |
|                                                                   | GLB0009ML_ | Fächerblattbaum (Gerbstedter Straße 23a)         | Lutherstadt Eisleben | 51° 32′ 10,8″ N, 11° 32′ 53,2″ O | gepflanzt 1890. |            |
|                                                                   | GLB0010ML_ | Eibe/Feldahorn (Jüdischer Friedhof)              | Lutherstadt Eisleben | 51° 32′ 29″ N, 11° 32′ 42,6″ O   | gepflanzt 1921. |            |
|                                                                   | GLB0011ML_ | Fächerblattbaum (Neuer Friedhof)                 | Lutherstadt Eisleben | 51° 32′ 26,3″ N, 11° 32′ 39,2″ O | gepflanzt 1929. |            |
|                                                                   | GLB0012ML_ | Schnurbaum (Von-Veltheim-Straße 5)               | Lutherstadt Eisleben | 51° 31′ 57,6″ N, 11° 32′ 12,3″ O | gepflanzt ca. 1952. |            |
|                                                                   | GLB0013ML_ | Urweltmammutbaum (Nikolaistraße 29)              | Lutherstadt Eisleben | 51° 31′ 47,6″ N, 11° 32′ 42″ O   | gepflanzt ca. 1975. |            |
|                                                                   | GLB0014ML_ | Hahnendorn (Münzstraße 16)                       | Lutherstadt Eisleben | 51° 31′ 46,6″ N, 11° 32′ 45,6″ O | [ 1 ] |            |
|                                                                   | GLB0015ML_ | Schillerlinde (Vordere Siebenhitze 42)           | Lutherstadt Eisleben | 51° 31′ 32,9″ N, 11° 32′ 38,8″ O | gepflanzt 10. November 1859. |            |
|                                                                   | GLB0016ML_ | Gemeine Rosskastanie (Bahnhofsgelände)           | Lutherstadt Eisleben | 51° 31′ 5,9″ N, 11° 33′ 6,1″ O   | |            |
|                                                                   | GLB0017ML_ | Bismarckeiche (Stadtpark)                        | Lutherstadt Eisleben | 51° 31′ 18,5″ N, 11° 33′ 4,7″ O  | gepflanzt 1. April 1895. |            |
|                                                                   | GLB0018ML_ | Blutbuche (Hallesche Straße 67)                  | Lutherstadt Eisleben | 51° 31′ 26″ N, 11° 33′ 23″ O     | gepflanzt ca. 1930. |            |
|                                                                   | GLB0019ML_ | Hainbuche/Luthereiche/Sommerlinde (Rathenaustr.) | Lutherstadt Eisleben | 51° 31′ 18,1″ N, 11° 33′ 27,7″ O | gepflanzt 1933, Eiche gepflanzt 1. Mai 1933. |            |
|                                                                   | GLB0020ML_ | Gemeine Rosskastanie (Stadtgraben)               | Lutherstadt Eisleben | 51° 31′ 32,2″ N, 11° 32′ 56,4″ O | |            |
|                                                                   | GLB0021ML_ | Ludwig-Jahn-Eiche (Sportplatz Otto Helm)         | Lutherstadt Eisleben | 51° 31′ 46″ N, 11° 33′ 56,5″ O   | gepflanzt 1. Mai 1930. |            |
|                                                                   | GLB0022ML_ | Deutsche Mispel (Hanglage Müntzer-Schule)        | Lutherstadt Eisleben | Koordinaten fehlen! Hilf mit.    | gepflanzt ca. 1930. |            |
|                                                                   | GLB0023ML_ | Friedenseiche/Freiheitslinde/2 Sommerlinden      | Lutherstadt Eisleben | 51° 31′ 48,6″ N, 11° 32′ 40,4″ O | Friedenseiche gepflanzt 18. Juni 1871, Freiheitslinde 10. März 1913, Sommerlinden 1914. |            |
|                                                                   | GLB0024ML_ | Winterlinde (Auenziegelei 7)                     | Lutherstadt Eisleben | 51° 31′ 22,4″ N, 11° 33′ 43,6″ O | gepflanzt 1920. |            |
|                                                                   | GLB0025ML_ | Platane/Winterlinde (Nicolaikirchplatz)          | Lutherstadt Eisleben | 51° 31′ 49,8″ N, 11° 32′ 45,3″ O | gepflanzt 1905. |            |
|                                                                   | GLB0026ML_ | Sommerlinde (Andreaskirchplatz)                  | Lutherstadt Eisleben | 51° 31′ 42,8″ N, 11° 32′ 41,2″ O | [ 1 ] |            |
|                                                                   | GLB0027ML_ | Gemeine Esche (Lindenallee 54)                   | Lutherstadt Eisleben | 51° 31′ 40″ N, 11° 33′ 7,7″ O    | [ 1 ] |            |
|                                                                   | GLB0028ML_ | Rotbuche (Lindenallee 56)                        | Lutherstadt Eisleben | 51° 31′ 39,6″ N, 11° 33′ 4,7″ O  | [ 1 ] |            |
|                                                                   | GLB0029ML_ | Gemeine Rosskastanie (Pfarrweg)                  | Lutherstadt Eisleben | Koordinaten fehlen! Hilf mit.    | gepflanzt ca. 1890. |            |
| „Schwermetallrasen bei Hornburg“ in der oberen Bildhälfte am Hang | GLB0001MSH | Schwermetallrasen bei Hornburg                   | Hornburg             | 51° 27′ 12,6″ N, 11° 34′ 58,8″ O | Hoher Schwermetallgehalt im Gipfel- und oberen Südwesthangbereich des Galgenbergs. Hier tritt das Kupferschieferflöz der Sangerhäuser Mulde zutage. Vorkommen diverser schwermetalltoleranter Pflanzenarten. | 2010       |